# 五條バスセンター
五條バスセンター（ごじょうバスセンター）は、奈良県五條市今井二丁目にある奈良交通のバスターミナル。

## 構造
- 国道24号沿いに設置されている。
- イオン五條店に併設されており、奈良交通五條案内所、中南和旅行センターも同所にあった[1]。
- 同所は元奈良交通五條営業所

## バスの運行状況
- JRバスも乗り入れしていたが廃止になり、路線は奈良交通に移管された。
- 工事が凍結された旧国鉄五新線を転用した、バス専用道を走行する路線が存在した。専用道が施設老朽化により封鎖されるのに伴い、2014年9月30日をもって廃止され、並行する一般道経由便で代替された。
- 十津川温泉方面、新宮駅方面への長距離路線も運行している。
- 新宿駅行夜行高速バスやまと号（関東バスとの共同運行）の始発地である。
- 奈良交通と南海りんかんバスが共同運行していた橋本駅行は、2002年1月15日限りで奈良交通が撤退し、南海りんかんバスの単独運行となったが、2008年3月31日限りで廃止となった。

## 周辺
- JR五条駅
- 統神社
- 五條郵便局
- 五條市役所
- 奈良県警察五條警察署
- 五條市立五條東中学校
- 智辯学園中学校・高等学校

## バス乗り場
- 1番乗り場
  - [60]近鉄大和高田駅行き（住川、近鉄御所駅、忍海（おしみ)、高田市駅経由）
  - [70]近鉄大和高田駅行き（住川、かもきみの湯、近鉄御所駅、忍海、高田市駅経由）
  - [76]近鉄大和高田駅行き（住川、テクノ中央通り東、かもきみの湯、近鉄御所駅、忍海、高田市駅経由）
  - [161]大和八木駅行き（住川、近鉄御所駅、忍海、高田市駅、イオンモール橿原北、医大病院前経由）
  - 特急[302]大和八木駅行き（住川、かもきみの湯、近鉄御所駅、忍海、高田市駅、イオンモール橿原北、医大病院前経由）（終点まで各停）
  - 夜行高速バスやまと号バスタ新宿、京王プラザホテル行き（関東バスとの共同運行）

- 2番乗り場
  - [広域通院ライン] 十津川温泉行き（五条駅、五條病院玄関口、城戸、阪本、上野地、風屋、十津川村役場経由。平日のみ運行）
  - [10]城戸行き（五条駅、五條病院前、生子、賀名生和田経由）
  - [11]城戸行き（五条駅、五條病院玄関口、五條病院前、生子、西吉野農業高校、賀名生和田経由。平日のみ運行）
  - [12]城戸行き（五条駅、五條病院玄関口、五條病院前、生子、賀名生和田経由）
  - 特急[301]新宮駅行き（五条駅、上野地、十津川温泉、本宮大社前、湯の峰温泉、川湯温泉経由）（五條市西吉野町、大久保口停留所まで各停）